# Sergio Leone
Sergio Leone (Roma, 3 de janeiro de 1929 — Roma, 30 de abril de 1989) foi um cineasta italiano. Foi o autor de famosos filmes que renovam o gênero western, tais como Era uma vez no oeste e Três homens em conflito.
Em 1996, foi selecionado como um dos 50 maiores diretores do cinema mundial pela Entertainment Weekly.

## Biografia
Filho de um antigo industrial do cinema, ele ficou conhecido mundialmente por popularizar o género do western spaghetti. Começou com dezoito anos como assistente de direção em filmes de cineastas como Vittorio De Sica, Luigi Comencini e Mervyn LeRoy.
Foi só em 1960 que estreou como diretor em O Colosso de Rodes, mas em 1964 realiza o antológico Por um punhado de dólares, estrelado pelo novato Clint Eastwood. O filme teria duas sequências com o mesmo ator, formando a chamada trilogia dos dólares. Em 1969, já consagrado internacionalmente, finalizaria o seu projeto mais ambicioso até então, o filme Once Upon a Time in the West. Era para ser seu último western como diretor, mas acabaria aceitando realizar mais um da série, o filme Giù la testa, em 1971, também conhecido como Once Upon a Time… The Revolutionis. Passando os anos seguintes como produtor, somente em 1984 dirigiria seu último grande filme dessa segunda trilogia, conhecida por trilogia da América, e que acabou se tornando também o último filme que dirigiu em sua carreira.
Nos anos 1960, quando o cinema italiano era essencialmente voltado para as comédias, Sergio Leone foi um dissidente, primeiro especializando-se em filmes épicos e depois na recriação do Oeste e nos filmes de western. Passou treze anos preparando o clássico Era uma vez na América, um épico ganguerista lançado em 1984 no Festival de Cannes.
Foi um dos mais brilhantes cineastas da sua geração e inventor de um estilo em que não faltam lances de pura genialidade. É hoje fonte de inspiração para novos cineastas como Quentin Tarantino e Robert Rodriguez.
Sua sepultura está localizada no cemitério Campo di Verano, Roma.

## Curiosidades
O filme Yojimbo, de Akira Kurosawa — uma comédia satírica, exuberante e impetuosa sobre a violência — foi a inspiração para um dos maiores clássicos de Leone: Por um punhado de dólares, com Clint Eastwood. Em 1937, na escola primária, foi colega de turma de Ennio Morricone que fez a trilha sonora de muitos filmes de Leone.

## Filmografia
- 1954 — Hanno rubato un tram
- 1959 — Gli ultimi giorni di Pompei (Os Últimos Dias de Pompéia)
- 1961 — Il Colosso di Rodi (O Colosso de Rodes)
- 1962 — Sodom and Gomorrah (Sodoma e Gomorra)
- 1963 — Il cambio della guardia (algumas cenas)
- 1964 — Per un pugno di dollari (Por Um Punhado de dólares) (A Fistful of Dollars)
- 1965 — Per qualche dollaro in più (Por Uns Dólares a Mais) (For a Few Dollars More)
- 1966 — Il buono, il brutto, il cattivo (Três Homens em Conflito) (The Good, the Bad and the Ugly)
- 1969 — C'era una volta il West (Era Uma Vez no Oeste) (Once Upon a Time in the West)
- 1971 — Giù la testa (Quando Explode a Vingança) (Duck, You Sucker)
- 1973 — Il mio nome è Nessuno (Meu Nome é Ninguém) (conceito original)
- 1975 — Un genio, due compari, un pollo (Trinity e Seus Companheiros)
- 1984 — Once Upon a Time in America (Era Uma Vez na América)

## Prémios e nomeações
- Recebeu uma nomeação ao Globo de Ouro, na categoria de melhor realizador, por Once Upon a Time in America (1984).
- Recebeu uma nomeação ao BAFTA, na categoria de melhor realizador, por Once Upon a Time in America (1984).